# 노다지
노다지는 광산에서 쉽게 캘 수 있는 광맥을 뜻하는 말이다.

## 어원
노 터치에서 유래됐다는 민간어원과 노두에서 유래됐다는 관측이 있다.